# Pałac Fipperów w Prudniku
Pałac Fipperów w Prudniku – pałac znajdujący się na Lipnie w Prudniku, przy ul. Poniatowskiego 3A.

## Historia
Folwark na Lipnie powstał w XVIII wieku. W najstarszych przekazach kartograficznych występuje pod nazwą Piltz Vorwerk lub Buchen Vorwerk. Później nazywany był Linden Vorwerk, czyli Lipowy Folwark.
Pałac został wzniesiony na przełomie XIX i XX wieku. Z czasem właścicielami folwarku została mieszczańska rodzina Fipperów, która wybudowała cegielnię w jego okolicy, a także barokową kaplicę przydrożną św. Antoniego. Byli oni również dobroczyńcami położonego na pobliskiej Kaplicznej Górze Sanktuarium Matki Bożej Bolesnej (zniszczone w 1945).
Ostatnim z rodu Fipper właścicielem pałacu był Bruno, który zamieszkiwał w nim wraz z żoną Elsą. Piastował on urząd przewodniczącego powstałego w 1911 w Prudniku Związku Hodowców Buraków. Bruno zginął w 1945, wraz z rodziną został pochowany na cmentarzu w Prudniku. Potomkowie Fipperów mieszkają w Niemczech.
W kwietniu 1942 roku pałac w Prudniku znalazł się na liście Grundmanna, sporządzonej przez konserwatora Günthera Grundmanna w celu zabezpieczenia skarbów historii przed zniszczeniami wojennymi. Prudnicka składnica została zaszyfrowana literą „B”, do pałacu przewieziono miejskie zbiory sztuki z Wrocławia. Jak podaje Joanna Lamparska, skrytka w Prudniku zawierała największy zbiór śląskiej rzeźby średniowiecznej. Po zakończeniu II wojny światowej pałac odwiedziła polska komisja rewindykacyjna Ministerstwa Kultury i Sztuki. Zbiory z Prudnika przewiezono do Bytomia, a dwa lata później wróciły do Wrocławia.
Po wojnie pałac pełnił funkcję mieszkalną. Był zamieszkiwany między innymi przez Stanisława Szozdę. Obecnie w pałacu znajduje się siedziba Stadniny Koni Prudnik.

## Architektura
Obiekt murowany, dwukondygnacyjny z cegły, wzniesiony na nieregularnym planie zbliżonym do prostokąta. Posiada wieżę przykrytą baniastym hełmem, a na elewacji północnej znajduje się liczba 1899 – rok budowy. Do pałacu przylega niewielkie zadrzewienie, które stanowi pozostałość po dawnym parku i ogrodzie. Tuż obok znajdują się zabudowania pofolwarcze i barokowa kapliczka. W XXI wieku pałac został gruntownie odrestaurowany.